# Dillon Powers
Pour les articles homonymes, voir Powers.
Dillon Powers est un joueur américain de soccer né le 14 février 1991 à Plano au Texas. Il joue au poste de milieu de terrain à l'Orange County SC en USL Championship.

## Palmarès

### Collectif
Dundee United
- Champion d'Écosse de deuxième division en 2019-2020

 Orange County SC
- Vainqueur du USL Championship en 2021

### Individuel
- Trophée de la recrue de l'année de la MLS en 2013